# Blenheim Palace
Blenheim Palace [ˌblɛnɪm ˈpælɪs] beim Ort Woodstock in der Grafschaft Oxfordshire am Nordostrand der Cotswolds gehört zu den größten und bekanntesten Schlössern Englands. Es wurde für John Churchill, 1. Duke of Marlborough während der Regierung von Königin Anne als Belohnung für seine militärischen Erfolge im Spanischen Erbfolgekrieg (Sieg bei der Schlacht von Höchstädt (1704) an der Donau; englisch Battle of Blenheim) erbaut. Die englische Form Battle of Blenheim dürfte daher rühren, dass die englischen Truppen französische Aufklärer verwendeten. Deren Aussprache des Namens des Ortes Blindheim (nahe Höchstädt an der Donau) führte zur englischen Form Blenheim. In dem Schloss erinnert heute eine permanente Ausstellung an den bekanntesten Nachfahren des Dukes, Winston Churchill, der 1874 hier geboren wurde.
2019 wurde Blenheim Palace von rund 985.000 Personen besucht. 2024 betrug die Besucherzahl etwa 958.000 Personen.

## Baubeschreibung

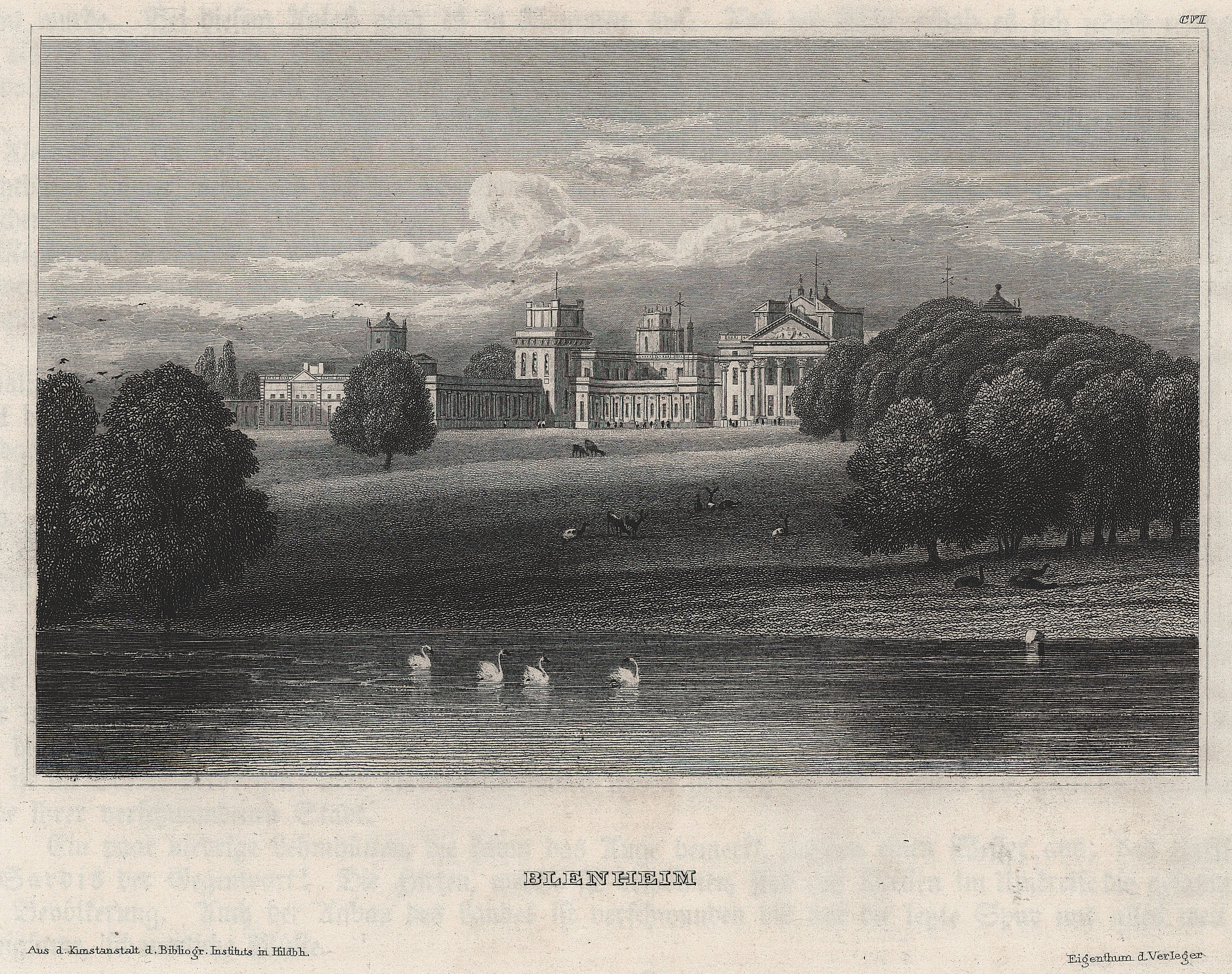
Blenheim Palace, um 1836

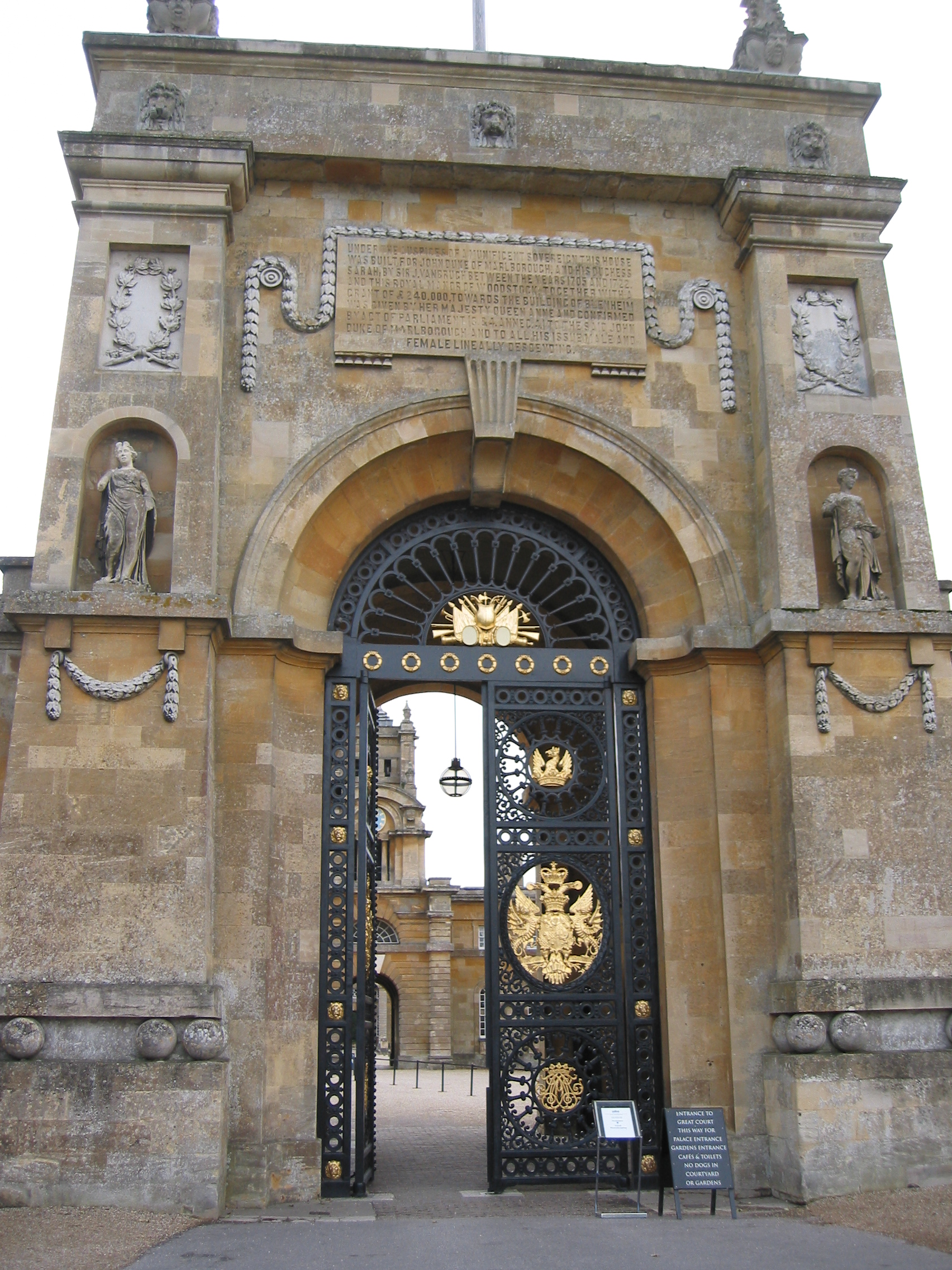
Eingangstor von Osten

Ein Triumphbogen führt von der kleinen Stadt Woodstock in der Nähe von Oxford hinauf zum Schloss. Er soll an den großen Erfolg bei der Schlacht von Höchstädt (eigentlich von Blindheim, einem Ort bei Höchstädt, daher engl. Battle of Blenheim) 1704 erinnern. Der Palast wurde von Sir John Vanbrugh entworfen. Blenheim Palace ist der größte nicht königliche Adelssitz in Großbritannien. In den Empfangsräumen wurde auf jegliche Behaglichkeit verzichtet – sie sollten bewusst überwältigend und beeindruckend wirken. 20 Meter hoch ist die Haupthalle, die in einen großen, mit Fresken verzierten Salon führt. Der Salon ist auf eine 41 Meter hohe Siegessäule im Park des Schlosses ausgerichtet. Die sie umgebenden Bäume symbolisieren Marlboroughs Soldaten. Das Südportal krönt eine Büste des in der Schlacht von Höchstädt unterlegenen Ludwig XIV., die von dort auf den Reichtum der Anlage herunterblickt. Es lässt sich nicht klären, ob dieser Abschluss des Südportals auf einen Vorschlag des Architekten Vanbrugh zurückgeht oder eine Ironie des in Höchstädt siegreichen Churchills war.

## Baugeschichte

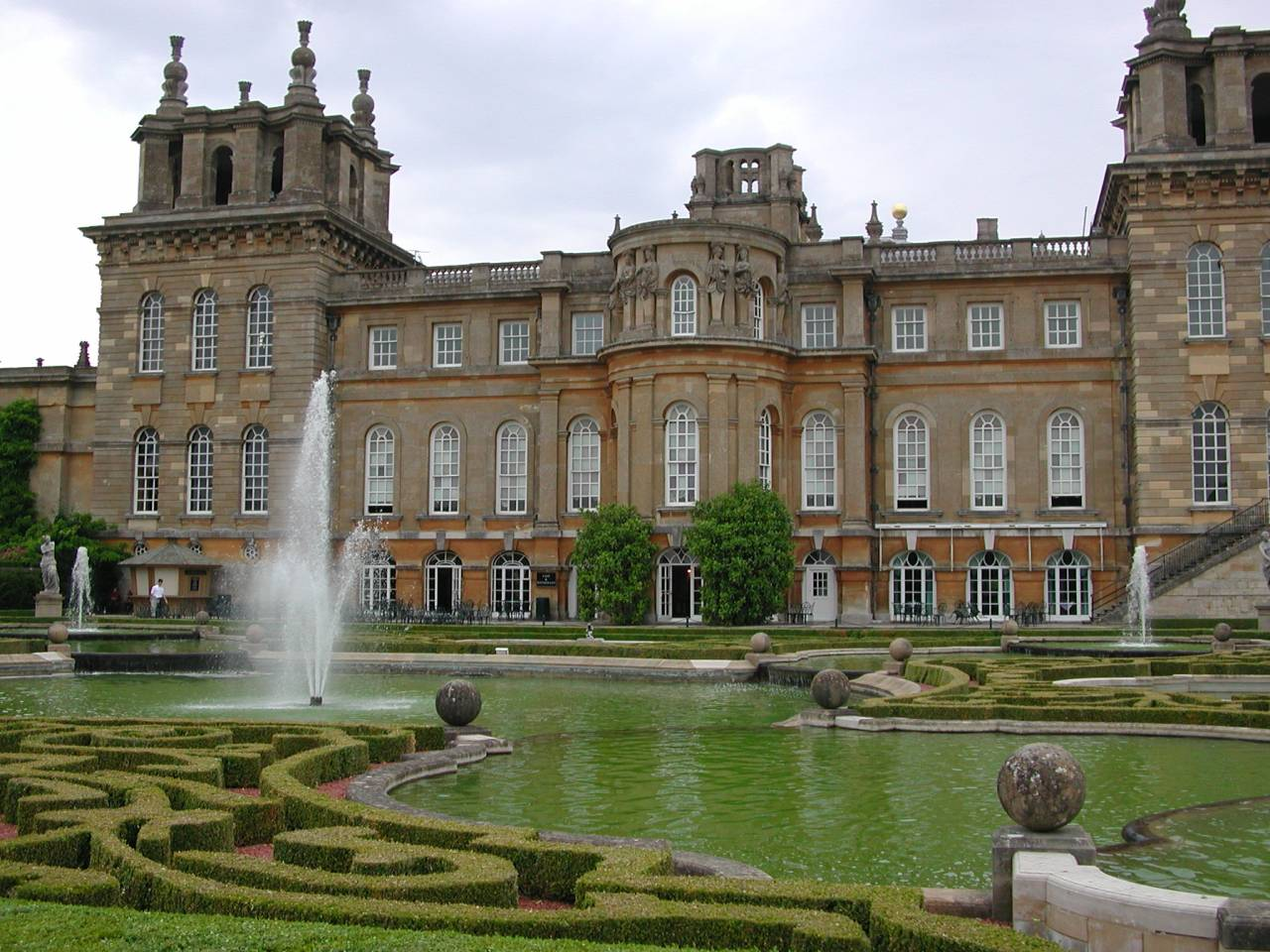
Blenheim Palace

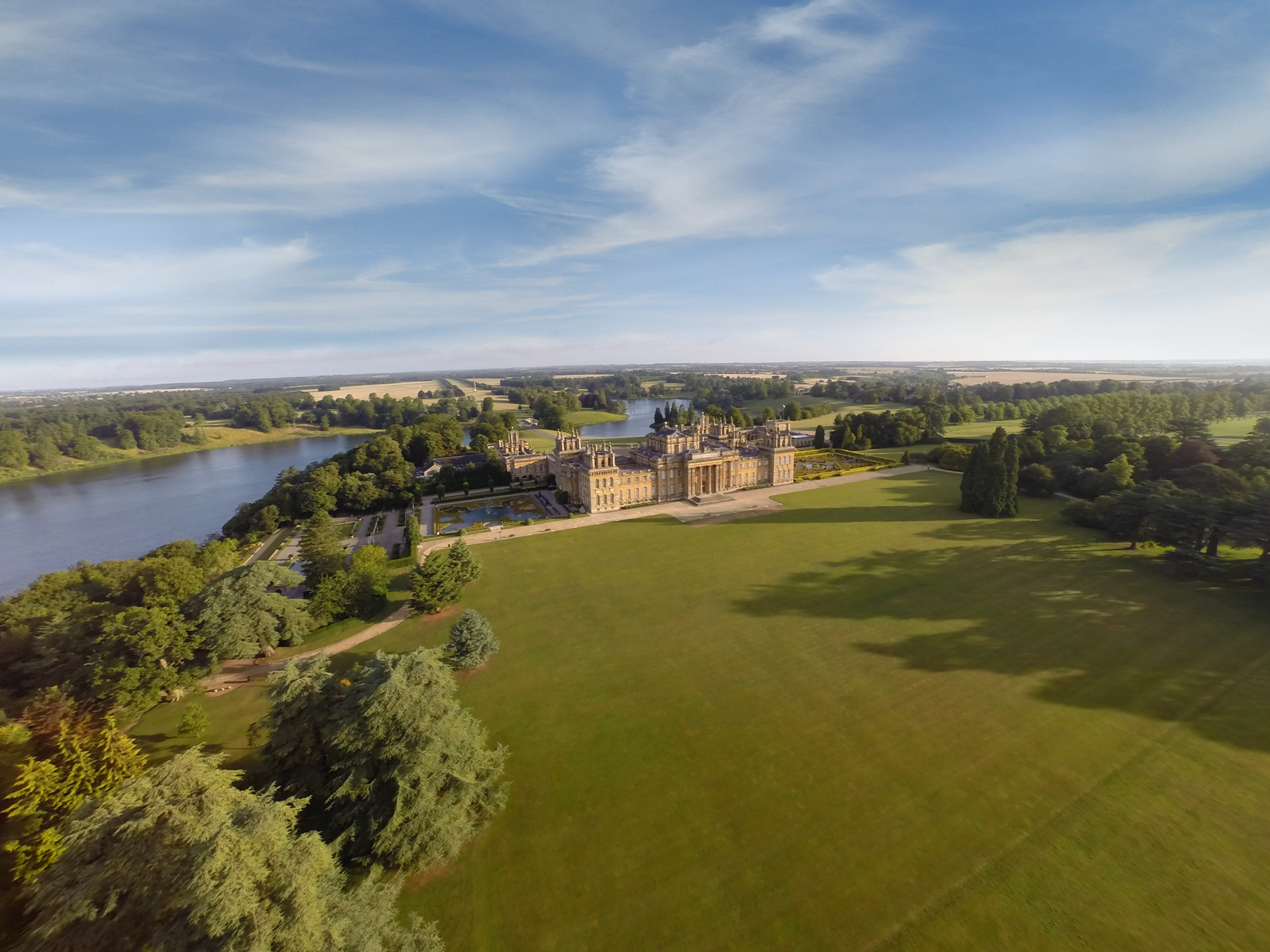
Palast und Landschaftspark

Aufgrund von Unstimmigkeiten zwischen dem Architekten John Vanbrugh und Marlboroughs Frau Sarah und der damit einhergehenden Änderungen im Plan kam es zu erheblichen Mehrkosten, wodurch der Palast auch noch den größten Teil des Vermögens des Dukes verschlang und erst nach seinem Tod 1722 vollendet wurde. Es war dann Nicholas Hawksmoor, ein Mitarbeiter von Vanbrugh, der die Bauarbeiten weiterhin überwachte. Die Wohnfläche des Schlosses beträgt 12.000 m².
Insbesondere der Park wurde mehrfach umgestaltet. Der einflussreiche Landschaftsarchitekt Capability Brown gestaltete 1764 den 2000 Hektar großen Park neu und schuf dabei durch das Aufstauen des River Glyme den See, der heute vor dem Palast liegt. Durch eine Brücke wird der See in zwei Teile geteilt; der kleinere nördliche Teil ist als Queen Pool bekannt und der größere südliche als The Lake. Die Wasserterrassen wurden 1920 im Stil des 17. Jahrhunderts vom französischen Architekten Achille Duchêne neu geschaffen.
George Spencer, 4. Duke of Marlborough hatte sich in Blenheim Palace eine Sternwarte mit einem von Jesse Ramsden gebauten Vertikalkreis eingerichtet; über seine astronomischen Beobachtungen tauschte er sich u. a. mit den Geodäten der Trigonometrischen Vermessung von Großbritannien und Irland aus, die den Meridianbogen von der Isle of Wight nach Yorkshire maßen.
Der Palast befindet sich heute im Eigentum einer Stiftung unter Vorsitz des James Spencer-Churchill, 12. Duke of Marlborough, eines Nachfahren des Bauherren. Er gehört dem Konsortium Treasure Houses of England an und zum UNESCO-Weltkulturerbe. Er kann gegen ein Eintrittsgeld besichtigt werden.

## Sportveranstaltungen
Einmal im Jahr finden seit 1990 im Park des Schlosses die Blenheim Horse Trials (CCI***), ein Wettbewerb im Vielseitigkeitsreiten, statt. 2005 war Blenheim Austragungsort für die Europameisterschaften im Vielseitigkeitsreiten.
Von 2008 bis einschließlich 2012 wurde dort auch einmal jährlich die Weltmeisterschaft im Brompton-Faltradfahren ausgetragen.

## Filmkulisse
Das Schloss dient immer wieder als Kulisse. Unter anderem wurden für folgende Filme Szenen in Blenheim Palace gedreht:
- Cinderella (2015)
- Gullivers Reisen – Da kommt was Großes auf uns zu
- Hamlet
- Harry Potter und der Orden des Phönix
- James Bond 007: Spectre
- Orlando
- The Royals
- Transformers: The Last Knight
- Die vier Federn
- Mission: Impossible – Rogue Nation

## Kunstdiebstahl 2019
Für eine Sonder-Ausstellung zu Maurizio Cattelan wurde die goldene WC-Muschel America des italienischen Künstlers in einem bestehenden Toilettenraum funktionsfähig montiert und konnte von Besuchern je 3 Minuten lang benutzt werden. Die bodenmontierte Muschel von nach Schätzungen 5,4 Millionen Euro Wert wurde am 14. September 2019 gestohlen, wobei die Diebe im Palast eine „Überschwemmung“ verursachten.

## Goldrenette von Blenheim
Die Goldrenette von Blenheim ist eine Apfelsorte, die wohl schon um 1740 existierte.